# Дуніт
Дуніт (рос. дунит, англ. dunite, нім. Dunit m), також відомий як олівініт (не плутати з мінералом олівеніт ) — магматична гірська порода, що складається переважно з олівіну (85-100%).

## Загальний опис

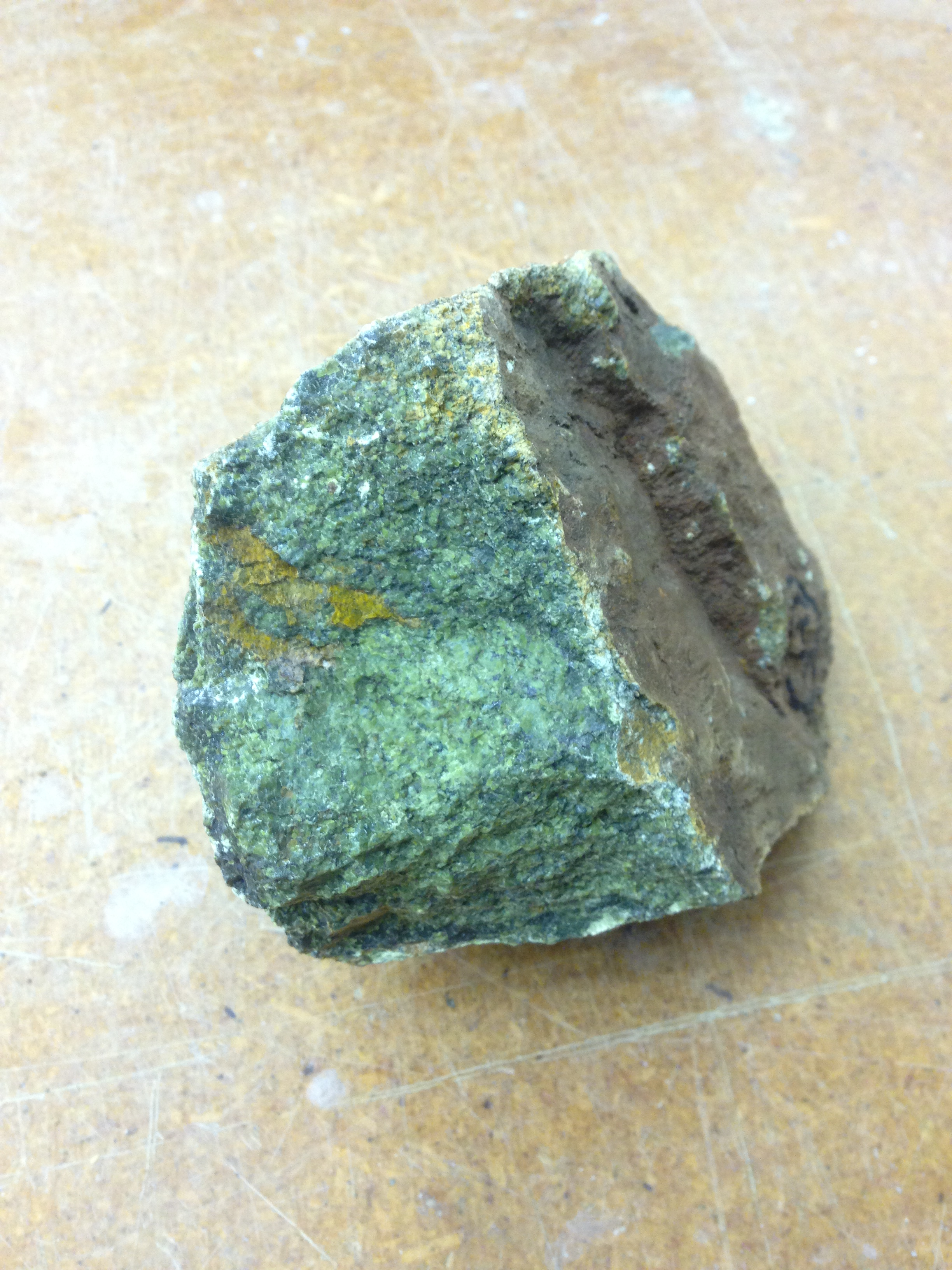
Дуніт з регіону Пілбара (Західна Австралія)

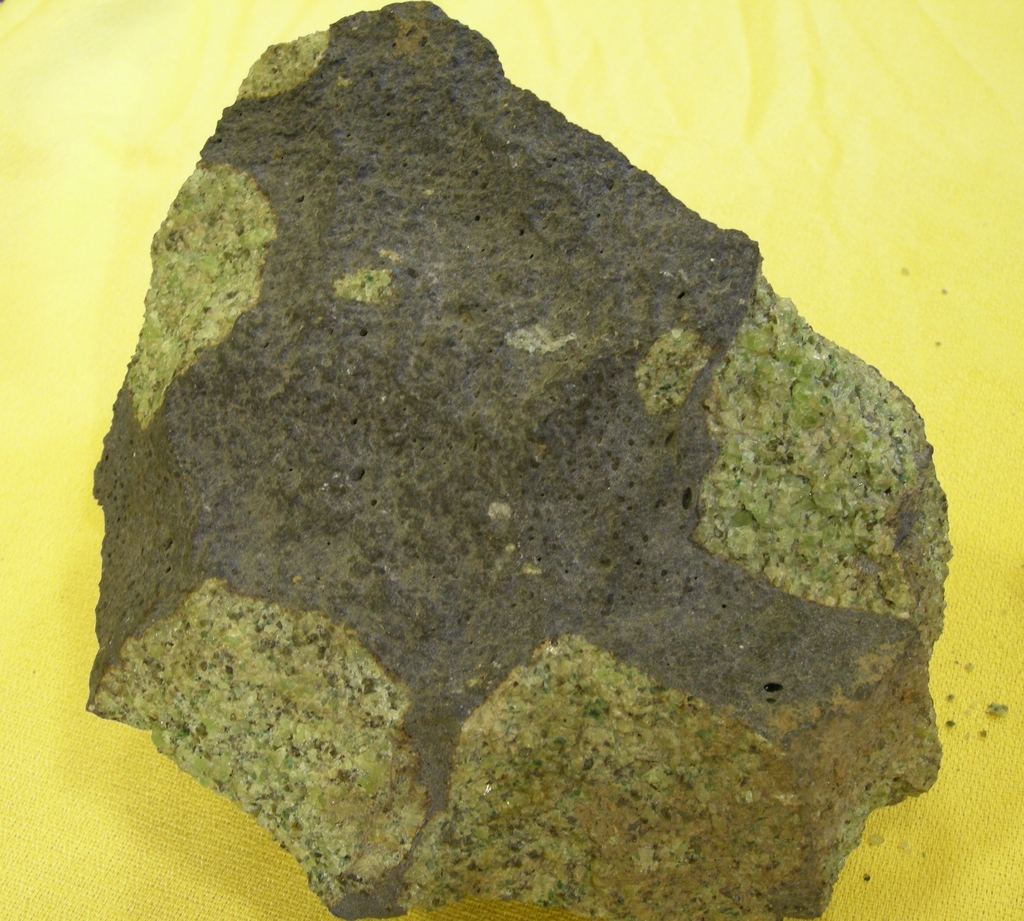

Як домішки містить хроміт і магнетит. Колір чорний, темно- й світлозелений. Сер. хімічний склад (%): SiO2 40,49; TiO2 0,02; Al2O3 0,86; Fe2O3 2,84; FeO 5,54; MnO 0,16; MgO 46,32; CaO 0,70; Na2O 0,10; К2О 0,04; P2O5 0,005; Н2О 2,88. Густина дуніту 3,28, модуль Юнга 0,89-1,95х105 МПа, модуль зсуву 0,476-0,706х105 МПа, коефіцієнт Пуассона 0,16-0,40. Дуніти поширені в дуніт-гарцбургітових і дуніт-клінопіроксенітгабрових комплексах складчастих областей, на платформах — в розшарованих інтрузіях і кільцевих лужно-ультраосновних комплексах. Класична область розвитку дуніту — Урал.